# Amores extraños
«Strani Amori» (en español: «Amores extraños») es una canción grabada por la cantante Italiana Laura Pausini, fue lanzada en febrero del año 1994, es el primer sencillo de su álbum en italiano  Laura. Escrito por Angelo Valsiglio, Roberto Buti, Cheope, Marco Marati y Francesco Tanini, con esta canción Pausini debuta por segunda vez en el Festival de la Canción de San Remo está vez en la categoría de Artista establecido, donde logró obtener la tercera posición.

## La canción
La canción originalmente fue lanzada en idioma italiano («Strani amori») introducida en el álbum Laura, luego fue traducida a idioma español («Amores extraños») y se incluye en su álbum recopilatorio homónimo en el año 1995. La canción logró alcanzar el primer puesto en Billboard Latin Pop Songs.
Ambas versiones fueron regrabadas para el segundo álbum recopilatorio de Pausini.
La canción en los dos idiomas tuvo su respectivo vídeo. En idioma español e italiano fueron diferentes vídeos, con otra trama.

## Versiones
En 1994 el cantante Brasileño Renato Russo grabó la versión de este tema («Strani amori») para su álbum de estudio Equilíbrio distante.
En ese mismo año la cantante puertorriqueña Olga Tañon incluyó a «Amores extraños» en su álbum de estudio Siente amor.
En 1995, la canción fue grabada por Rubby Pérez , para su disco homónimo. La versión de la canción alcanzó el puesto n°15 en el Billboard Latin Tropical Airplay

## Lista de canciones
| CD Single - Germany (CGD – 4509 95574 2) |                               |                                                                        |          |  |
| N.º                                      | Título                        | Escritor(es)                                                           | Duración |  |
| 1.                                       | «Strani amori»                | Angelo Valsiglio, Roberto Buti, Cheope, Marco Marati, Francesco Tanini | 4:10     |  |
| 2.                                       | «Strani amori» (Instrumental) | Angelo Valsiglio, Roberto Buti, Cheope, Marco Marati, Francesco Tanini | 4:10     |  |

## Posicionamiento en las listas musicales
| País           | Lista (1994-95)                    | Mejor posición | Ref.   |
| -------------- | ---------------------------------- | -------------- | ------ |
| Argentina      | Argentina Single Charts            | 1              | [ 7 ]  |
| Bélgica        | Ultratop top 50                    | 2              | [ 8 ]  |
| Brasil         | Top 100 Brazil                     | 1              | [ 7 ]  |
| Chile          | —                                  | 1              | [ 7 ]  |
| Colombia       | Colombia Single Charts             | 1              | [ 7 ]  |
| Estados Unidos | Billboard (Latin Pop Song)         | 1              | [ 9 ]  |
| Estados Unidos | Billboard (Latin Song)             | 7              | [ 9 ]  |
| Estados Unidos | Billboard (Tropical Airplay Latin) | 8              | [ 9 ]  |
| Francia        | SNEP                               | 43             | [ 10 ] |
| Italia         | Musica e Dischi                    | 2              | [ 11 ] |
| México         | —                                  | 1              | [ 7 ]  |
| Países Bajos   | Dutch Top 40                       | 5              | [ 12 ] |
| Países Bajos   | Single top 100                     | 4              | [ 13 ] |
| Paraguay       | —                                  | 1              | [ 7 ]  |
| Perú           | —                                  | 1              | [ 7 ]  |
| Uruguay        | —                                  | 1              | [ 7 ]  |
| Venezuela      | Venezuela Top 10                   | 1              | [ 7 ]  |

## Certificaciones
| País   | Organismo certificador | Certificación | Simbolización | Ref.   |
| ------ | ---------------------- | ------------- | ------------- | ------ |
| Italia | FIMI                   | 2x Platino    |               | [ 14 ] |